# 山田栄子
山田 栄子（やまだ えいこ、1953年6月13日 - ）は、日本の声優、歌手、舞台女優。81プロデュース所属。神奈川県横浜市神奈川区子安出身。

## 経歴
横浜市立大口台小学校、捜真女学校卒業。
内田演劇研究所、劇団芸協、オフィス央、青二プロダクション、フリーを経て、81プロデュース所属。
中学時代はバレーボール部に所属していたが、演劇部のシンデレラのドレス姿に憧れて、中学、高校時代と女子校の演劇部に所属。その時は身長が高くアルトの低い声域から木下順二作の『夕鶴』の与ひょう役などのずっと男役で、ドレスとは無縁であったという。ものづくりも好きであり、舞台装置や衣装も担当していた。大会前は夜の学校に忍び込み装置の準備をしていたが、そのことについては「もう時効だから大丈夫かな」と述懐している。
高校卒業後、家具のデザイナーになろうと専門学校東京デザイナー学院に入学。
学生時代に、文化庁後援の国際演劇センター制作の『逆賊ハロワイン・ゲルトロード』の公演のメンバーに偶々人数合わせで端役で参加。
2か月、東ヨーロッパに旅行していた時に、「芝居っていうのもいいなあ」と思っていたことから、役者を志し、帰国後、演劇の魅力の虜になっていた。それがなければ、インテリア・デザイン関係に進んでいたという。
大学生の時に舞台美術をしようと、偶々大学の近くにあった劇団芸協の研究生になる。
その劇団はあまり若い人物が所属しておらず、「お前、今度『赤ずきんちゃん』やってみろ」と言われて芝居もするようになったという。
オフィス央に所属後、アニメのオーディションの話が来たことで受けて合格し、1979年に『赤毛のアン』のアン・シャーリー役でデビュー。最終選考で島本須美と争い、大半は島本を推したが、高畑勲が「まだ上手くないが一生懸命さが一生懸命背伸びした物言いをするアンに合っている」と判断し、選ばれた。
当初は少女役が多かったが、1980年の『太陽の使者 鉄人28号』（金田正太郎役）以降、少年役を演じる機会も増加。1983年から放送された『キャプテン翼（昭和版）』での岬太郎役は、特に高評価を受けた。
1984年1月1日、アメリカ合衆国ハワイ州のシダの洞窟で結婚。
1985年の『小公女セーラ』では、主人公セーラのいじめ役・ラビニアを担当。以降、小悪魔的な要素も多く見られるようになる。また『小公女セーラ』以後、世界名作劇場シリーズへの出演がより増えてゆくこととなり、常連出演者として名前が挙がる存在となった。
1988年、出産・育児により短期間休業。これにより、『ビックリマン』のフッド役を途中降板している。またガリ犬役を担当していた『ビリ犬』では、休業中はガリ犬の出番を無くす対処がなされた。その後活動を再開し、1990年代前半頃まで活発な活動を行った。
2000年、ガンの治療を受けたことにより一時引退。青二プロダクションを退所している。
2007年のNHK教育の人形劇には、結婚後の本名である久村姓で出演。2008年には、復活版・世界名作劇場の第2作『ポルフィの長い旅』に数話ゲスト出演。山田姓での出演およびアニメ作品本編への出演は、2000年代ではこれが初となった。また、2009年放送開始の名作劇場の新作『こんにちは アン 〜Before Green Gables』の放映開始前、番宣CMにも出演した。
2015年3月1日、81プロデュースに所属。手術後10年を経過してガン再発の心配がなくなり、舞台出演をしていた時に事務所の社長に誘われたのがきっかけ。
2024年3月、第18回声優アワードで功労賞を受賞。

## 人物・特色
声種はメゾソプラノからアルト。
2008年1月27日放送の『大胆MAP』（テレビ朝日系）の「人気アニメキャラの声やってる人の素顔全部見せます!ベスト20」（6位 アン・シャーリー）で顔出し出演。顔出しでのテレビ出演は約20年ぶり（ただし遠目を条件での出演だった）。
妹がいる。夫は店舗設計事務所を経営している実業家。娘の久村夏里奈が、『ポルフィの長い旅』第24話で声優デビューを果たした。また息子が2人いる。
趣味はスキー、ウインドサーフィン、バイクに乗ることなど。
好きな言葉は「愛している」。

### 世界名作劇場
世界名作劇場シリーズでは、地上波で放送された23作品中、全声優中最多となる11作品に出演している。このうち『赤毛のアン』、『愛の若草物語』の2作品で主人公を担当し、堀江美都子、松尾佳子、折笠愛と共に、シリーズにおいて複数の作品で単独主演を果たした声優の1人となった。
また、出演作品数だけでなく役柄も、シリーズ内だけで多くの系統を担当した。特に1985年の『小公女セーラ』から1988年の『小公子セディ』までは、4年連続レギュラー・準レギュラーとして登場し、その都度系統の異なるキャラクターを演じた。
これらから潘恵子、堀江美都子、吉田理保子、中西妙子らと共に、名劇を代表する声優の1人に数えられ、その中でも最も繋がりが深いとされる。また、逆に山田の経歴が語られる際にも、シリーズはほぼ触れられる存在となっている。
同シリーズは、登場人物の生活をきちんと描写することを重視し、台詞も多いとされる。このため、自分をキャラクターの心情と完全に一致させようとする山田とは、相性が良かったとも言われている。
『愛の若草物語』でジョオ役、『小公女セーラ』でラビニア役を担当した縁から、後にはそれぞれの外画版吹き替えにおいても、役を引き継いでいる。ただし外画版『赤毛のアン』では、アンを演じる機会は無かった。
デビュー作『赤毛のアン』では、主役の最終候補に山田と島本須美が残っていた。この際、純粋に演技力とイメージの近さを評価されていたのは島本であり、山田は「演技が大げさ気味でたどたどしく、イメージとも少しずれている」という評価だったという。レイアウトなどを担当していた宮崎駿は、特に強く島本を支持したが、演出の高畑勲は「破天荒で空想がちなアンを演じるには、少しイメージを崩したほうが良い」と考え、あえて山田を起用。結果として水が合い、以後シリーズの常連となるに至ったというエピソードがある。
『小公女セーラ』では、前述の通りラビニアを担当。本放送当時、作中でラビニアとミンチンがセーラへのいじめをエスカレートさせていく中で視聴者からのクレームが相次いだ結果、それぞれを演じた声優までが恨みを買う事態にまで至り、山田とミンチン役の中西妙子宛てにカミソリ入りの手紙が送られることもあった。これらに加え、山田は執拗に陰湿な行為を行うラビニアの内面を理解出来ず、前述の信念とぶつかり、苦悩する結果となった。収録時、「涙を流しながらセーラをいじめていたほどだった」と島本は語っていた。これらの影響から、中西共々「こんな役は二度とやりたくない」と漏らすようになった一方で、ラビニアが演技の幅を更に広げる転換点にもなり、役者としては良い経験となったとも回想している。

## 出演
太字はメインキャラクター。

### テレビアニメ
1977年
- 恐竜探険隊ボーンフリー（春子）

1979年
- 赤毛のアン（アン・シャーリー）

1980年
- タイムパトロール隊オタスケマン（ヒカルの母、ナイチンゲール、カラミティージェーン）
- 太陽の使者 鉄人28号（金田正太郎）
- 伝説巨神イデオン（1980年 - 1981年、バンダ・ロッタ）
- ルパン三世 (TV第2シリーズ)

1981年
- 戦国魔神ゴーショーグン（ジミー）
- 太陽の牙ダグラム（キャナリー・ドネット）
- 鉄腕アトム (アニメ第2作)（さくら）
- ハロー!サンディベル（マリー）
- 忍者ハットリくん（1981年 - 1987年、影千代）
- ヤットデタマン（ミリアン、ピノキオ）
- 六神合体ゴッドマーズ（1981年 - 1982年、明石ナミダ）
- ワンワン三銃士（1981年 - 1982年、子供、アンヌ王妃、王女）

1982年
- おちゃめ神物語コロコロポロン（ヘラ）
- 怪物くん（プリンスデモキン 他）
- 科学救助隊テクノボイジャー（ジャン）
- 逆転イッパツマン（トシマ営業部員）
- ゲームセンターあらし（大文字さとる）
- サイボットロボッチ（サチコ、タケドン、ケロンパー）
- The・かぼちゃワイン（梢）
- 少年宮本武蔵 わんぱく二刀流（青木誠之助）
- 新・ど根性ガエル
- ダッシュ勝平（瀬里香〈2代目〉）
- ときめきトゥナイト（ウェイトレス、乙姫）
- Dr.スランプ アラレちゃん（ノン子）
- フクちゃん（清水ナミコ、ドシャ子）
- 魔法のプリンセス ミンキーモモ（ジミー、ピーター）
- 野生のさけび

1983年
- アルプス物語 わたしのアンネット（ルシエン・モレル）
- 伊賀野カバ丸（大久保蘭、疾風〈幼少期〉）
- キャプテン翼（1983年版）（1983年 - 1986年、岬太郎）
- 銀河疾風サスライガー（プチ・ロッジ）
- 新みつばちマーヤの冒険（ボーリーの妻）
- 超時空世紀オーガス（リップル）
- どくとるマンボウ&怪盗ジバコ 宇宙より愛をこめて（シゲル）
- パーマン（女、アナウンサー）
- プラレス3四郎（子供）
- ミームいろいろ夢の旅（サトル、少年時代のシャンポリオン）
- レディジョージィ（アベル〈少年時代〉、ジェシカ）

1984年
- オヨネコぶーにゃん（栗小路まろん）
- 宗谷物語（定子）
- ビデオ戦士レザリオン（サハラ、香取容子）
- ふしぎなコアラブリンキー（ボンボン）
- 名探偵ホームズ（少年）

1985年
- 三国志（于禁）
- 小公女セーラ（ラビニア・ハーバート、シーザー）
- 星銃士ビスマルク（チルカ）
- ダーティペア（男の子A、アーサー）
- 超獣機神ダンクーガ（ダン・エクロイド）
- 忍者戦士飛影（シャルム・ベーカー）
- 北斗の拳（アキ）
- 魔法のスターマジカルエミ（健太）

1986年
- 愛少女ポリアンナ物語（ジミー・ビーン、ジェミー・ケント）
- あんみつ姫（1986年 - 1987年、竹千代、織姫、龍之介）
- 宇宙船サジタリウス（モラ博士）
- がんばれ!キッカーズ（上杉光）
- 銀牙 -流れ星 銀-（銀）
- ゲゲゲの鬼太郎（第3作）（1986年 - 1987年、雪ん子、コウ、マサアキ、おとと、弘）
- ドラゴンボール（1986年 - 1989年、マイ）
- ハイスクール!奇面組（雲童命）
- メイプルタウン物語（ステラ）
- ロボタン（カンちゃん）

1987年
- 愛の若草物語（ジョオ）
- アニメ三銃士（アラミス）
- 仮面の忍者 赤影
- きまぐれオレンジ☆ロード（1987年 - 1988年、ゆかり、お竜）
- 新メイプルタウン物語 パームタウン編（セバーグ）
- ビックリマン（1987年 - 1989年、魯神フッド / 神帝フッド〈初代〉）

1988年
- シティーハンター（彩）
- 小公子セディ（ジェーン・ハート）
- 聖闘士星矢（バド〈少年時代〉）
- ビリ犬（1988年 - 1989年、ガリ犬） - 2シリーズ

1989年
- 悪魔くん（美少女）
- ジャングル大帝（1989年版）
- 新ビックリマン（1989年 - 1990年、フラッシュ光后、神帝フッド）
- それいけ!アンパンマン（1989年 - 2020年、クリームパンマン、イルカのベソ〈初代〉、マヨネーズくん〈初代〉、パイナップルダンサーズ〈初代〉、つばさくん〈初代〉、ジグソー王子〈初代〉、ラッキョウくん〈初代〉）

1990年
- 美味しんぼ（1990年 - 1993年、平井ともえ、アン・フォスター） - 1シリーズ + 特別編
- かりあげクン（会長夫人）
- 魔法使いサリー（ドリアン）
- らんま1/2 熱闘編（紅つばさ）
- 私のあしながおじさん（サディ）

1991年
- トラップ一家物語（イヴォンヌ・ベルベデーレ）

1992年
- 美少女戦士セーラームーン（妖魔ラムア）
- ファンタジーアドベンチャー 長靴をはいた猫の冒険（ハンス）

1993年
- 若草物語 ナンとジョー先生（ジョー）

1994年
- 銀河戦国群雄伝ライ（狼刃）
- D・N・A² 〜何処かで失くしたあいつのアイツ〜（おはる）

1996年
- 家なき子レミ（ミリガン夫人）
- エルフを狩るモノたち（ガーベラ）
- ドラゴンボールGT（マイ）

1997年
- 名探偵コナン（1997年 - 2019年、中原香織、布田英子）

2002年
- 冒険者（イザベル女王）

2008年
- ポルフィの長い旅（イラーリア）

2014年
- 鬼灯の冷徹（2014年 - 2018年、牛頭 / 牛頭姫） - 2シリーズ

2015年
- ドラゴンボール超（2015年 - 2017年、マイ）

2016年
- がんがんがんこちゃん（2016年 - 2018年、お母さん） - 2シリーズ

2018年
- はるかなレシーブ（比嘉ソラ）

2019年
- MIX（2019年 - 2023年、赤井母） - 2シリーズ

2021年
- ちびまる子ちゃん（老婆）

2023年
- ダークギャザリング（女）

2024年
- 夜桜さんちの大作戦（夜桜京子）
- 菜なれ花なれ（愛江田キヨ）

### 劇場アニメ
1980年
- まことちゃん

1981年
- ドラえもん のび太の宇宙開拓史（ブブ）

1982年
- 怪物くん デーモンの剣（プリンスデキモン）
- 伝説巨神イデオン 接触篇・発動篇（ロッタ）
- 忍者ハットリくん ニンニン忍法絵日記の巻（影千代）

1983年
- ドキュメント 太陽の牙ダグラム（キャナリー）
- チョロQダグラム
- 忍者ハットリくん ニンニンふるさと大作戦の巻（影千代）

1984年
- 超人ロック（キム）
- 忍者ハットリくん+パーマン 超能力ウォーズ（影千代）

1985年
- 忍者ハットリくん+パーマン 忍者怪獣ジッポウVSミラクル卵（影千代）
- キャプテン翼 ヨーロッパ大決戦（岬)
- キャプテン翼 危うし! 全日本Jr.（岬）

1986年
- キャプテン翼 明日に向って走れ!（岬）
- キャプテン翼 世界大決戦!! Jr.ワールドカップ（岬）
- RUNNING BOY スター・ソルジャーの秘密（篠山げん太）

1988年
- ドラゴンボール 摩訶不思議大冒険（マイ）
- ビックリマン 無縁ゾーンの秘宝（神帝フッド）

1989年
- アニメ三銃士 アラミスの冒険（アラミス）
- 宇宙皇子（各務）
- ギャラガ HYPER PSYCHIC GEO GARAGA（ポーラ）

1990年
- CAROL（ドモス）

1991年
- らんま1/2 中国寝崑崙大決戦! 掟やぶりの激闘篇!!（つばさ）

1992年
- キャンディ・キャンディ（イライザ）

1994年
- ウメ星デンカ 宇宙の果てからパンパロパン!（ウメ星デンカ）

1995年
- それいけ!アンパンマン ゆうれい船をやっつけろ!!（ベソ）

1997年
- 長くつ下のピッピ（占い師）

1999年
- 遊☆戯☆王（青山翔吾）

2010年
- 赤毛のアン グリーンゲーブルズへの道（アン・シャーリー）

2013年
- ドラゴンボールZ 神と神（マイ）

2015年
- ドラゴンボールZ 復活の「F」（マイ）

### OVA
1985年
- リトルマーメイドシリーズステージ3 PUNKY FUNKY BABY（ファミ）※クレジット表記無し
- きまぐれオレンジ☆ロード（火野勇作）
- NORA（スチュワーデス）
- ホワッツマイケル

1986年
- アーバンスクウェア 琥珀の追撃（田村由紀）
- ウォナビーズ（ブラッディ松本）
- クール・クール・バイ（シリル・ソコ）
- ペリカンロード クラブ・カルーチャ（佐倉えみ子）
- 山太郎かえる（山太郎）

1987年
- TWD EXPRESS ROLLING TAKEOFF（レットン）
- 花のあすか組! 新歌舞伎町ストーリー（春日）
- LILY-C.A.T.（ファラ・ヴァン・ドロシー）

1988年
- エースをねらえ!2（緑川蘭子）
- Crying フリーマン（女性テロリスト）
- ワット・ポーとぼくらのお話（ホックス）

1989年
- エースをねらえ! ファイナルステージ（緑川蘭子）
- 新キャプテン翼（1989年 - 1990年、岬太郎）
- 極黒の翼バルキサス（レムネア）
- 超獣機神ダンクーガ 白熱の終章（ディオレ）
- ビックリマン 西暦1999ファンタジー（マコト）
- ミニ4ソルジャーRin!（ワカ）
- やじきた学園道中記 幻の皇一族編（篠北礼子）

1990年
- アリーズ 神話の星座宮（レア）
- 宇宙皇子 天上編（各務）
- ウルトラマングラフィティ おいでよ!ウルトラの国（メグ〈マーマ〉、ゴーロン星人）
- きまぐれオレンジ☆ロード 恋のステージ=HEART ON FIRE!（ユカリ）
- 気ままにアイドル
- 空飛ぶうさぎの誘拐防止 ぼくいやだよ!（みみすけ）
- トランスフォーマーZ（カイン）
- はないちもんめ（高田たかし）
- ビックリマンロココ＆マリア奇跡（聖豊フッド）
- 魔獣戦線（天外富三郎）
- わらぐつの中の神様（ナレーション）

1991年
- おカマ白書
- 乙姫CONNECTION（神牙姫子）
- サムライダー（小雪）
- 魔獣戦士ルナ・ヴァルガー（ロコ）
- やじきた学園道中記 牡丹慕情編（篠北礼子）

1992年
- 愛物語（京子）
- カメレオン（椎名雄一）

1993年
- アル・カラルの遺産（ヴィ）
- 雲界の迷宮ZEGUY（ヒミコ）
- エイトマン AFTER（サム）

1995年
- D・N・A² 〜何処かで失くしたあいつのアイツ〜（おはる）

### Webアニメ
- スーパードラゴンボールヒーローズ 監獄地獄編プロモーションアニメ（マイ）

### ゲーム
1989年
- イースI・II（タルフ・ハダル）

1990年
- 迷宮のエルフィーネ（パック 、トム、トリネード）

1991年
- バスティール2（ボイスの母、女兵士）

1992年
- 天外魔境II 卍MARU（船海宮義経、吹雪御前）
- TRAVELエプル（パル）

1997年
- エルフを狩るモノたち（ガーベラ、占い師）
- エルフを狩るモノたち -花札編-（ガーベラ）

1998年
- メタルギアソリッド（ナスターシャ・ロマネンコ）

2002年
- スーパーロボット大戦IMPACT（シャルム・ベーカー、ディオレ）

2006年
- キャプテン翼（PS2版）（岬太郎）

2007年
- ドラゴンボールZ Sparking!（2007年 - 2024年、マイ） - 3作品

2008年
- ドラゴンボールDS（マイ）

2009年
- ドラゴンボール 天下一大冒険（マイ）

2010年
- ドラゴンボールDS2 突撃!レッドリボン軍（マイ）

2011年
- 第2次スーパーロボット大戦Z 再世篇（金田正太郎）

2013年
- スーパーロボット大戦UX（シャルム・ベーカー）

2014年
- 第3次スーパーロボット大戦Z 時獄篇 / 天獄篇（2014年 - 2015年、金田正太郎） - 2作品
- ドラゴンボールヒーローズ（2014年 - 2016年、マイ） - 2作品

2017年
- キャプテン翼 〜たたかえドリームチーム〜（岬太郎）

2019年
- スーパードラゴンボールヒーローズ ワールドミッション（マイ）

2020年
- ドラゴンボールZ カカロット（マイ）

2024年
- ドラゴンボール ザ ブレイカーズ（マイ〈未来〉）

### 吹き替え

#### 女優
- グレイス・ジョーンズ
  - キング・オブ・デストロイヤー/コナンPART2（ズーラ）※テレビ朝日版
  - 007 美しき獲物たち（メイデイ）※TBS版
  - トレジャー・ミッション/破壊島（アランソ・リクター）
- ジョーン・キューザック
  - 9か月（ゲイル・ドワイアー）
  - ブロードキャスト・ニュース（ブレア・リットン）※TBS版（DVD収録）
  - ワーキング・ガール（シンシア）※テレビ朝日版

#### 映画
- 愛と野望のナイル（イザベル・アルンデル〈フィオナ・ショウ〉）
- アニー・ホール（パム〈シェリー・デュヴァル〉）※TBS版（ソフト収録）
- アニマル・ハウス（シェリー）※テレビ朝日版
- アメリカン・グラフィティ ※TBS版
- インナースペース（ウェンディ〈ウェンディ・シャール〉）※ソフト版
- 宇宙からのツタンカーメン（リンダ・フローレス）
- エーゲ海に捧ぐ（グロリア〈ステファニア・カッシーニ〉）※日本テレビ版
- エイリアン2（ジェニット・バスケス〈ジェニット・ゴールドスタイン〉）※TBS版
- XYZマーダーズ（ナンシー）
- 親指こぞう ニルス・カールソン（お母さん）
- ガールズ（カトリーヌ〈アンヌ・パリロー〉）※テレビ東京版
- 彼と彼女の第2章（リズ〈シンシア・スティーヴンソン〉）
- ガントレット
- がんばれ!ベアーズ 特訓中（ミゲル・アギラー〈ジョージ・ゴンザレス〉）※日本テレビ版
- キャリー（ノーマ・ワトソン〈P・J・ソールズ〉）
- 恐怖の人食い魚群（ガブリエル〈マーゴ・ヘミングウェイ〉）
- グリース2（ロンダ・リッター）
- グリニッチ・ビレッジの青春（エレン）
- サスペリア（パット・ヒングル）※テレビ東京版
- ザ・フライ（トニー）
- シー・オブ・ラブ（ジーナ・ギャラガー〈クリスティン・エスタブルック〉）※テレビ朝日版
- 潮風のいたずら（グレッグ〈ジェイミー・ワイルド〉）※機内上映版
- シザーハンズ（マージ〈キャロライン・アーロン〉）※ソフト版
- ジミー さよならのキスもしてくれない（ジミーの母）
- シャイニング（ウェンディ・トランス〈シェリー・デュヴァル〉）
- 少林寺2（十龍）※日本テレビ版
- ジングル・オール・ザ・ウェイ（リズ・ラングストン〈リタ・ウィルソン〉）※ソフト版
- スリーピング・モンキー/睡拳（ラ・チュウチャイ〈ハン・イルン〉）
- 続・赤毛のアン アンの青春（ポーリーン）
- ダイヤモンド・スカル/華麗なる殺意（エドワード〈アレクサンダー・クレンプソン〉）
- ダンス・ウィズ・ウルブズ（拳を握って立つ女〈メアリー・マクドネル〉）※ソフト版
- 地獄の黙示録（ブレット）※テレビ東京版
- テキーラ・サンライズ（コーディ・マキュージック〈ガブリエル・デーモン〉、シャリーン・マキュージック〈アン・マグナソン〉）※ソフト版
- ドラゴン特攻隊（リリー〈ブリジット・リン〉[64]）※日本テレビ版
- 2010年（SAL9000〈キャンディス・バーゲン〉）※テレビ朝日版
- ハードカバー/黒衣の使者（モナ〈ステファニー・ホッジ〉）
- ハード・トゥ・キル（ソニー・ストーム）※ソフト版
- ハイランダー 悪魔の戦士（ヘザー・マクラウド〈ビーティ・エドニー〉）
- バックマン家の人々（カレン〈メアリー・スティーンバージェン〉）※テレビ東京版
- パパ/ずれてるゥ!（ジニー・タイン）
- ピラニア（バーバラ）※TBS版（DVD収録）
- フォード・フェアレーンの冒険（ジャズ〈ローレン・ホリー〉）
- フューリー
- プロムナイト（キム・ハモンド〈ジェイミー・リー・カーティス〉）
- ヘルショック 戦慄の蘇生実験（イルゼ）
- ポセイドン・アドベンチャー（ノニー・パリー〈キャロル・リンレイ〉）※LD版
- 山猫（アンジェリカ〈クラウディア・カルディナーレ〉）※テレビ朝日新録版
- 48時間 ※日本テレビ旧録版
- リトル・ロマンス（ローレン〈ダイアン・レイン〉）※VHS版
- ロッキー3（ロッキー・ジュニア）※TBS版
- ワーロック ※テレビ朝日版
- ロイ・ビーン（マリー〈ヴィクトリア・プリンシパル〉）※フジテレビ版
- 若草物語（ジョー〈ジューン・アリソン〉）※NHK版

#### テレビドラマ
- がんばれ!ベアーズ（ミゲル、ホセ）
  - シーズン1 #11（リンディ）
  - シーズン2 #5（キムヤ）#11・12（マーシャ）
- 私立探偵マグナム シーズン2 #11（ヴァージニア・ファウラー）
- スカーレット/続・風と共に去りぬ（インディア・ウィルクス）
- 特捜刑事マイアミ・バイス シーズン3 #11 （ドナ〈テレサ・ブレイク〉）、19（ヴィッキー〈アネット・ベニング〉）
- 特攻野郎Aチーム シーズン3 #7（カラニ）
- ファミリータイズ（エレン・リード〈トレイシー・ポラン〉）
- ミス・マープル「スリーピング・マーダー」（リリー・キンブル）
- モンスターズ シーズン1 #5（ドッティ）

#### アニメ
- 戦え!超ロボット生命体トランスフォーマー（エイリアル[65]）
- 戦え!超ロボット生命体トランスフォーマー2010（ベータ[66]）
- スヌーピー&チャーリーブラウン（ペパーミント パティ）
- ミッキーマウスとドナルドダック（1984年 - 1985年）（ミッキーマウス、ナレーション 他）

#### 日本映画
- 帝都物語（声の吹き替え）

### 舞台
- 飛べ!京浜ドラキュラ - マリン役 （1982年 / シアターアプル、81プロデュース）
- トウキョウ演劇倶楽部プロデュース公演Vol.1 「Live in toRAIN No.A-h」（2013年2月9日 - 17日）新宿シアターモリエール
- トウキョウ演劇倶楽部プロデュース公演Vol.2 「Moonlight Rambler（ムーンライト・ランブラー）〜月夜の散歩人〜」（2013年7月19日 - 22日、俳優座劇場、2013年8月8日 - 11日、きゅりあん小ホール）
- トウキョウ演劇倶楽部プロデュース公演Vol.5 「to U」（2014年4月）あうるすぽっと
- トウキョウ演劇倶楽部プロデュース公演Vol.7 「ブラックジャックによろしく〜がん患者編〜」（2014年9月、六行会ホール）
- 劇団エンゼル主催[注 6]「赤毛のアン-みどりやねの朝-」（2014年3月23日から全国で上演。うち一部は団体向け公演〈一般販売なし〉[注 7]、マリラ・カスバート）
- 新宿フィールドミュージアム 2017参加「三島由紀夫の世界vol.1」（2017年10月3日 - 4日、近江楽堂）

### ラジオ
- ライドオンオートバックス（ハマラジ[注 8]）

### CD・カセット
- 雨ふり花さいた（花坊河童）
- 央華封神・星の娘、目覚める（伯工命）
- お洒落小僧は花マルッ（積木湊）
- 音盤突然最終回（東芝満、森田徹生）
- 貝の火・よだかの星（ホモイ）
- ガイア・ギア（マリーサ・ナジス）
- 3時のおやつに毒薬を（舞せりか）
- 聖エルザクルセイダーズ（乙島恵利）
- 聖エルザクルセイダーズ 番外編 ELZAデビュー!?（乙島恵利）
- ドラゴンランス戦記（キティアラ）
- 人間倶楽部（エレーン）
- ビックリマン 新たなる出発（ディッセ・フッド）
- ペ天使がゆく（キャロライン）
- アリーズ〜神話の星座宮〜（レア）
- らんま1/2 歌暦（紅つばさ）
- 鬼のずんぼらぶー 〜そこのけもののけ事件帖番外編（しぶむし）

### 人形劇
- あつまれ!じゃんけんぽん（ひつじはらムク、ラルフ、コンちゃん、カラス・メテング 他）
- ざわざわ森のがんこちゃん（お母さん、学校オバケ、キノコ魔女、ギャオくんのお母さん、テレビノじいさん）
  - 新・ざわざわ森のがんこちゃん[67]
  - ざわざわえんのがんぺーちゃん[68]
- バケルノ小学校 ヒュードロ組（カラス・メテング、冬田雪之進）

### その他コンテンツ
- NHK教育 理科教室小学校3年生（1984年）（ゴー君）
- フジテレビ 7人のHOTめだま（ナレーション）
- クラフトフーズジャパンCM 赤毛のアン（2010年） 「アンの赤いクリームパスタ」（アン・シャーリー）
- NHK総合 NHKスペシャル 新・映像の世紀 第1集「百年の悲劇はここから始まった」（元軍需工場の労働者 リリアン・マイルズ）
- ウメ星デンカ＆ドラえもん「パンパロパンのスッパッパ!」（デンカ）
- ドラえもん&Fキャラオールスターズ ゆめの町、Fランド（ウメ星デンカ）[69]